# Умри мушки
Умри мушки (енгл. Die Hard) је амерички акциони трилер Џона Мектирнана из 1988. са Брусом Вилисом у главној улози. Филм је био успешан и код гледалаца и код критичара, а лансирао је и каријеру Бруса Вилиса који је после тог филма почео добијати искључиво акционе улоге.
Филм је заснован на роману Родерика Торпа Nothing Lasts Forever из 1971. Роман је наставак романа Детектив, који је 1968. екранизован са Френком Синатром у главној улози.

## Радња
Њујоркшки полицајац Џон Маклејн (Брус Вилис) долази на Бадњи дан у Лос Анђелес како би празнике провео са својом породицом. Стиже у зграду корпорације Накатоми, на пријем приређен на радном месту његове жене. Сасвим неочекивано, група међународних терориста на челу са Хансом Грубером (Алан Рикман), преузима контролу над зградом, држећи као таоце све запослене који си се у њој затекли, како би се докопали 600 милиона долара обвезница из трезора који се налази у згради. Позван је ФБИ да реши ову ситуацију, али ни ФБИ, а ни терористи не знају да је Џон Маклејн у згради и да има сасвим другачије планове за терористе...

## Улоге
| Глумац             | Улога               |
| ------------------ | ------------------- |
| Брус Вилис         | Џон Меклејн         |
| Бони Беделиа       | Холи Џенаро Меклејн |
| Реџиналд Велџонсон | наредник Ал Пауел   |
| Пол Глисон         | Двејн Робинсон      |
| Алан Рикман        | Ханс Грубер         |
| Александар Годунов | Карл                |
| Вилијам Атертон    | Ричард Торнберг     |
| Џејмс Шигета       | Џо Такаги           |
| Деверо Вајт        | Аргајл              |
| Харт Бокнер        | Хари Елис           |
| Кларенс Гилјард    | Тео                 |
| Роберт Дејви       | ФБИ Агент Џонсон 1  |
| Гранд Буш          | ФБИ Агент Џонсон 2  |
| Ал Леонг           | Ули                 |

## Занимљивости
- У задњој сцени, у којој се Карл одједном поново појављује како би убио Маклејна, чује се музика Џејмс Хорнера, из филма Осми путник 2.
- У немачкој верзији филма немачка имена терориста промењена су у енглеска (највише у њихове британске еквиваленте): тако је Ханс постао Џек, Карл је постао Чарли, Хајнрих Хенри итд. Тако су немачки терористи постали ирски радикали који су радије пошли за профитом него за идеалима, што је довело до неких забуна. Имена су преведена јер је тероризам у тадашњој Немачкој био осетљива тема.
- Зграда Накатоми је заправо седиште 20th Century Fox -а. Компанија је сама закупила своју властиту зграду како би снимила филм.

## Зарада и критике
Филм се сматра једним од најбољих акционих филмова свог времена. Поново су почели да се снимају квалитетни акциони филмови као што су Под опсадом, Путник 57 и  Брзина. Филм је заслужан и за креирање архетипа акционог јунака много склонијег грешкама, односно антијунака који носи пар крпица на себи, ретко проговара (обично реченице са једном речју) и увек има суров израз лица. Филм је у Америци зарадио 80.707.729 долара
Критичари су хвалили филм, а снимљена су четири наставка. У анкети часописа Ентертејнмент викли проглашен је најбољим акционим филмом свих времена.

## Наставци
Снимљена су и четири наставка:
- Умри мушки 2 из 1990.
- Умри мушки 3 из 1995.
- Умри мушки 4 из 2007.
- Умри мушки 5 из 2013.